# Cinven
Cinven ist ein britisches Private-Equity-Unternehmen mit Sitz in London.

## Geschichte
Cinven wurde 1977 gegründet und konzentriert sich auf den Erwerb und den Verkauf von europäischen Unternehmensbeteiligungen. Das Unternehmen hat Büros in London, Paris, Frankfurt, Mailand, Guernsey, Hongkong, Luxemburg, Madrid und New York.
Cinven entstand aus den britischen Pensionsfonds von British Coal, Railway Industries und Barclays Bank, die Partner des Unternehmens geblieben sind.
2014 gründete Cinven mit der Hannover Rück das Gemeinschaftsunternehmen Viridium mit Sitz in Neu-Isenburg zum Aufkauf und Bestandsmanagement von Lebensversicherungsverträgen anderer Versicherungsgesellschaften. Im Frühjahr 2023 machte Cinven Schlagzeilen, als das dem Investor gehörende italienische Versicherungsunternehmen Eurovita in finanzielle Schwierigkeiten geriet und die nationale Aufsichtsbehörde IVASS ein Moratorium über die Abwicklung der Versicherungsverhältnisse erließ. Später wurde die Gesellschaft von einem Konsortium der führenden nationalen Versicherer Assicurazioni Generali, Poste Vita, Intesa Sanpaolo Vita, UnipolSAI sowie die Allianz SpA, die italienische Tochtergesellschaft der Allianz SE, übernommen. Dies wirkte sich auch auf das aufsichtliche Genehmigungsverfahren zur Übernahme der Zurich Life Legacy aus, in der die Zurich Gruppe Deutschland einen Teilbestand für eine Veräußerung zusammengefasst hatte, und das von der BaFin im Januar 2024 gestoppt wurde. Im Sommer 2024 konkretisierten sich daraufhin die Pläne für einen Verkauf der Viridium-Anteile an weitere Run-Off-Spezialisten.

## Aktuelle und ehemalige Unternehmensbeteiligungen (Deutschland)
- Group.One – 2022 durch die Übernahme von Dogado (Deutschland) und One.com (Schweden)[7]
- Klöckner Pentaplast – 2001 gemeinsam mit JP Morgan erworben und 2007 an die Blackstone Group veräußert[8]
- CBR Holding – 2004 gemeinsam mit Apax Partners erworben[9], 2007 an EQT veräußert
- Springer Science+Business Media – 2003 gemeinsam mit Candover erworben, 2009 an EQT veräußert
- Jost-Werke – 2008 erworben von Alpha Investors,[10] bis 2018 komplett verkauft durch IPO[11]
- Host Europe – 2013 erworben von Montagu[12], im April 2017 von GoDaddy übernommen[13]
- CeramTec Gruppe – 2013 erworben[14]
- Heidelberger Lebensversicherung – 2013 erworben[15]
- Synlab, ein medizinischer Diagnostik-Dienstleister – 2015 erworben von BC Partners[16]
- BioClinica, Auftragsforschungsunternehmen – 2016 erworben[17]
- Stada Arzneimittel – 2017 gemeinsam mit Bain Capital mehrheitlich erworben[18]

## Aktuelle Unternehmensbeteiligungen (Andere Länder)
- Gala Coral, 2003
- Avio, 2006
- Spire Healthcare, 2007[19]
- Gondola Holdings, 2007
- Medpace, 2014[20]
- Labco Diagnostics, erworben 2015[21]
- Host Europe (im April 2017 an GoDaddy veräußert)
- Kurt Geiger, 2015[22]
- Hotelbeds, 2016[23]
- Allegro, 2016[24]
- Chryso, 2017[25]
- JLA, 2018[26]